# 科倫坡輕鐵
科倫坡輕鐵運輸系統（英語：Colombo Light Rail Transit System），又稱西部地區大都市帶輕鐵運輸系統（英語：Western Region Megapolis Light Rail Transit System），是一個在建的大都會輕軌運輸系統，預定服務斯里蘭卡可倫坡區內指定的西部地區大都市帶。斯里蘭卡政府計劃與被選定的私人企業以公私合營的方式運作此輕鐵系統。

## 背景
大都市帶及西部發展部的数据显示，科伦坡都市区范围内每日的交通流量为1000万人次，每日进入科伦坡市中心的客流为190万人。有些学者估计，到2035年，都市区一些主要的通道将达到3万人次/小时的客流。虽然科伦坡都市区的交通需求明显，但是当前都市区内的交通设施却不尽人意——都市区内平均通勤速度仅有17公里/小时，而市中心的速度只有12公里/小时。随着科伦坡都市区的人口继续增加，这一矛盾将变得更加突出。

## 概要
科倫坡輕鐵共有七條路綫，包含高架及地面路段，總長75公里。科倫坡輕鐵分為七期，其中第一期包括RTS 1綫要塞區至聯合廣場（Union Place）段、RTS 5綫巴特拉穆拉至馬拉毗段及RTS 4綫全綫（預定於2018年末或2019年初開工），而第二期至第七期則沿已規劃的西部地區大都市帶延伸。
科倫坡輕鐵第二期至第六期的招標預定於2018年年中進行，而其建造則在招標後接續進行。輕鐵的七期預計將在2023年整體投入營運，總成本為60億美元。科倫坡輕鐵有延伸至科伦坡金融城的計劃。科倫坡輕鐵2023年以後的延伸計劃亦已制訂，它有機會可延伸至荷馬噶馬、荷拉那和米里噶馬。

### 第一期
輕鐵第一期的建設工程及工程可行性研究、環境影響評估和社會影響評估由徐英工程公司（Seoyoung Engineering）進行，於2017年11月下旬開始，預定於2018年6月完成。政府也為選擇中央維修站的投資者進行了招標。第一期總長15.8公里，共建有兩綫、17車站，預定行駛時間為27分鐘，路段全段屬於高架。

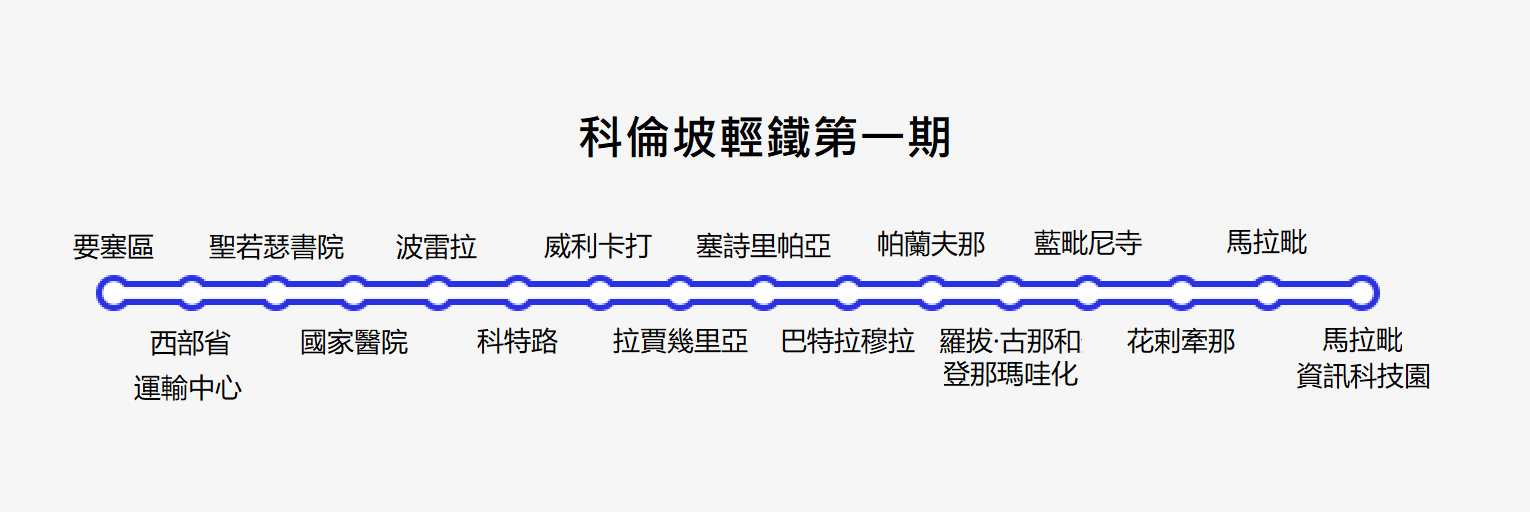
科倫坡輕鐵第一期的車站

輕鐵第一期耗資12.5億美元，由日本提供優惠貸款資助，於2019年7月3日開始施工。

### 路綫
以下為科倫坡輕鐵的路綫資訊表，資料來自斯里蘭卡大都市帶及西部發展部2016年11月的報告。
| 路綫名（暫定） | 代表顏色 | 狀態                                     | 路線類型   | 長度            | 終點站         | 終點站                                        | 車站數   |
| -------------- | -------- | ---------------------------------------- | ---------- | --------------- | -------------- | --------------------------------------------- | -------- |
| RTS 1          | 綠色     | 建造中                                   | 高架       | 15.8（9.8英里） | 要塞區         | 馬拉毗資訊科技園（Malabe IT park）                          | 16       |
| RTS 2          | 橙色     | 有待可行性研究                           | 高架       | 11.5（7.1英里） | 要塞區         | 馬塔庫利亞（Mattakuliya；西支綫） 佩利亞高達（Peliyagoda；東支綫） | 有待決定 |
| RTS 3          | 紅色     | 有待可行性研究                           | 高架       | 10（6.2英里）   | 德瑪塔戈達（Dematagoda） | 班巴拉毗提雅（Bambalapitiya）                              | 有待決定 |
| RTS 4          | 紫色     | 可行性研究進行中                         | 高架／地面 | 10（6.2英里）   | 波雷拉（Borella）     | 巴特拉穆拉                                    | 有待決定 |
| RTS 5          | 粉紅色   | 可行性研究進行中（巴特拉穆拉至馬拉毗段） | 高架／地面 | 9.6（6.0英里）  | 巴特拉穆拉     | 科塔哇（Kottawa）                                    | 有待決定 |
| RTS 6          | 橄欖色   | 有待可行性研究                           | 高架／地面 | 6（3.7英里）    | 馬拉毗         | 卡杜維拉（Kaduwela）                                  | 有待決定 |
| RTS 7          | 灰色     | 有待可行性研究                           | 高架／地面 | 10（6.2英里）   | 佩利亞高達     | 卡打哇化（Kadawatha）                                  | 有待決定 |

## 外部連結
- 科倫坡輕鐵的官方品牌及設計概念 （页面存档备份，存于）